# Jurij Andronow
Jurij Władimirowicz Andronow (ros. Юрий Владимирович Андронов, ur. 6 listopada 1971) – rosyjski lekkoatleta specjalizujący się w chodzie sportowym. Brązowy medalista mistrzostw Europy w Göteborgu, z 2006 roku.
W 2014 został zdyskwalifikowany na dwa lata za stosowanie niedozwolonego dopingu (do 15 czerwca 2016).

## Osiągnięcia
| Rok  | Impreza                           | Miejsce          | Konkurencja   | Lokata             | Wynik   |
| ---- | --------------------------------- | ---------------- | ------------- | ------------------ | ------- |
| 2002 | Mistrzostwa Europy                | Monachium        | chód na 50 km | Dyskwalifikacja    | X       |
| 2004 | Letnie Igrzyska Olimpijskie       | Ateny            | chód na 50 km | 9. miejsce         | 3:50:28 |
| 2004 | Puchar Świata w Chodzie Sportowym | Naumburg (Saale) | chód na 50 km | 3. miejsce         | 3:46:49 |
| 2005 | Puchar Europy w Chodzie Sportowym | Miszkolc         | chód na 50 km | 3. miejsce         | 3:42:34 |
| 2006 | Mistrzostwa Europy                | Göteborg         | chód na 50 km | 3. miejsce         | 3:43:26 |
| 2006 | Puchar Świata w Chodzie Sportowym | A Coruña         | chód na 50 km | 3. miejsce         | 3:42:38 |
| 2009 | Puchar Europy w Chodzie Sportowym | Metz             | chód na 50 km | 3. miejsce         | 3:49:09 |
| 2009 | Mistrzostwa Świata                | Berlin           | chód na 50 km | Nie ukończył chodu | X       |
| 2010 | Puchar świata w chodzie sportowym | Chihuahua        | chód na 50 km | 12. miejsce        | 3:58:21 |
| 2010 | Mistrzostwa Europy                | Barcelona        | chód na 50 km | 10. miejsce        | 3:54:22 |

Złoty medalista mistrzostw Rosji.

## Rekordy życiowe
- Chód na 20 kilometrów – 1:22:42 (2002)
- Chód na 50 kilometrów – 3:40:45 (2012)